# Single-Pair High-speed Digital Subscriber Line
G.SHDSL är en ITU-standard för Digital Subscriber Line som också heter ITU-T G.991.2. Normalt använder man ett eller två trådpar men det finns andra varianter. Kodningen är TC-PAM (Trellis Coded Pulse Amplitude Modulation). Största fördelen med G.SHDSL mot HDSL och SDSL är att G.SHDSL når längre med samma linjehastighet på samma kablar.
Vanligaste användningsområdet för G.SHDSL är när man har två kontor och hyr eller äger en kopparledning. Men det finns andra sätt att använda G.SHDSL, till exempel kan en internetleverantör leverera kapacitet till sina kunder med G.SHDSL.
G.SHDSL är inte det bästa alternativet om man är ute efter hastighet, men det är ett bra alternativ om man har lite längre avstånd och gärna vill ha en symmetrisk förbindelse, det vill säga samma hastighet upp som ner.